# Drejning

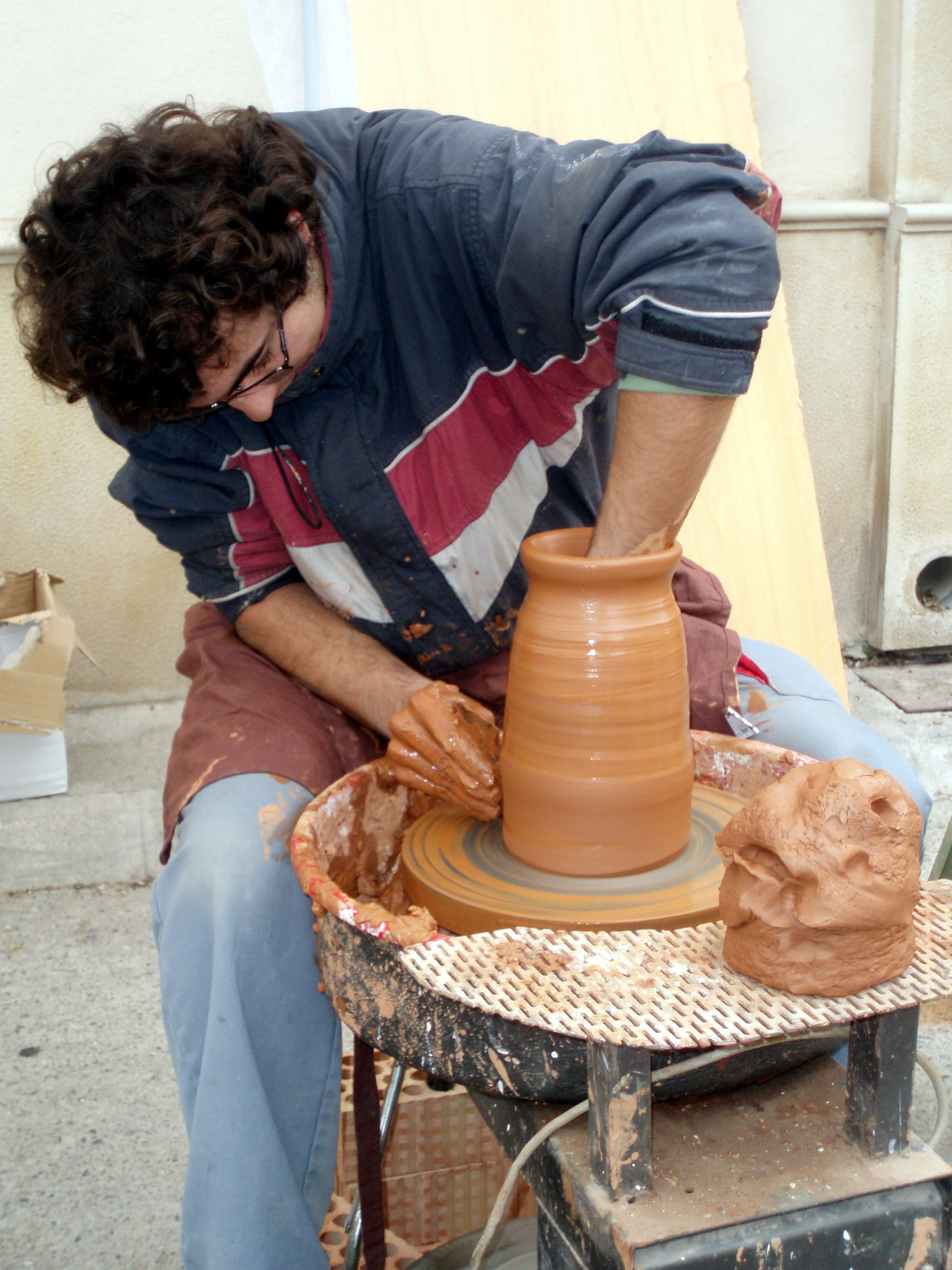
Drejning

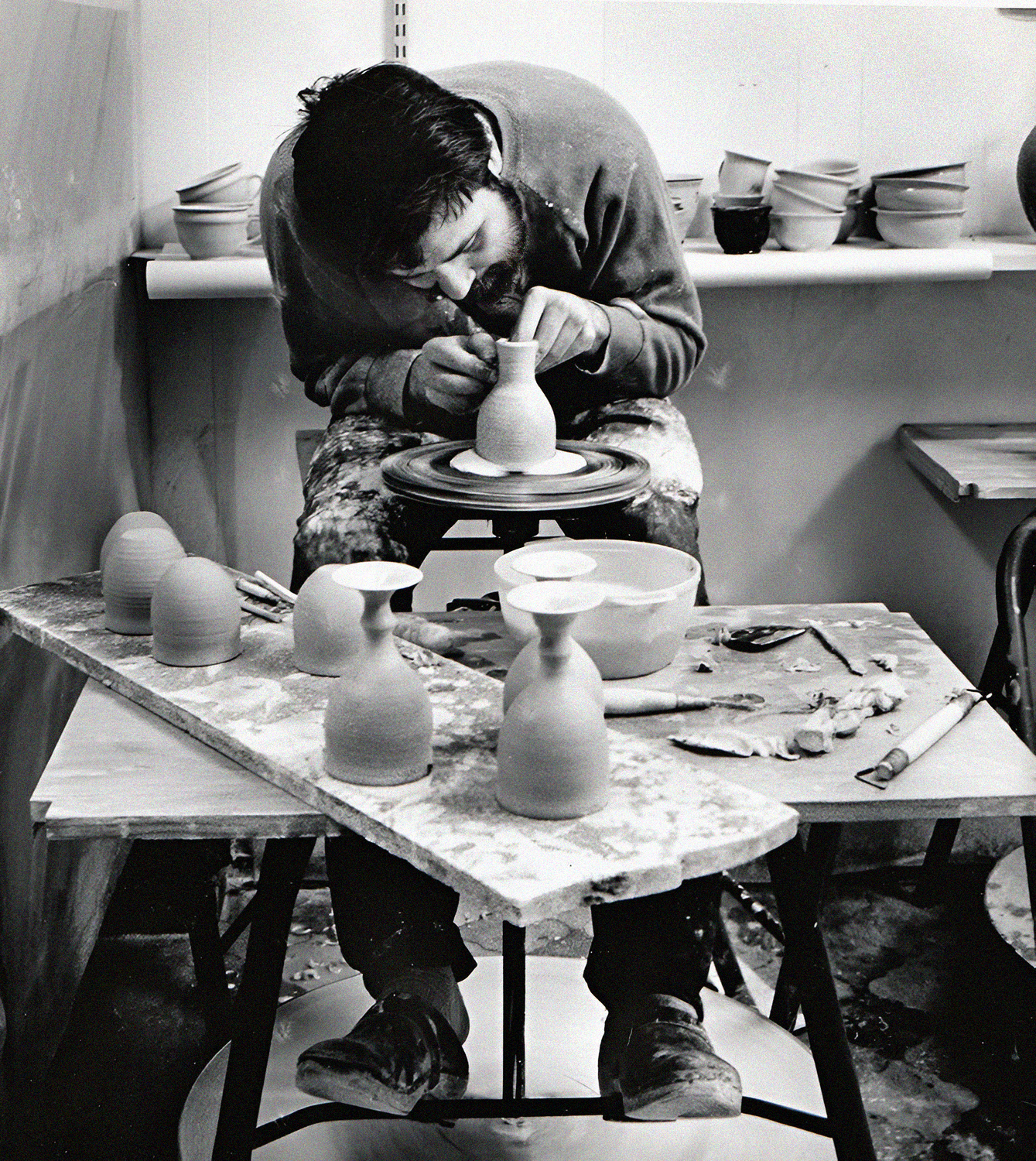
Krukmakare är ett konstnärligt yrke.

Drejning är en teknik där lera formas till runda föremål såsom vaser, krukor, muggar, skålar och tallrikar. En lerklump (klös) placeras på en drejskiva som försätts i rotation. Genom att trycka med händer och fingrar i den mjuka, roterande leran formas kompakta eller ihåliga former. En yrkesman/kvinna som drejar kallas krukmakare eller keramiker.

## Tillverkningsprocess
Tillverkningen av ett drejat keramikföremål börjar med att leran bearbetas för att inte innehålla några luftbubblor, samt för att bli homogen. Sedan fästs en lagom stor bit av material på skivan och centreras, med hjälp av den roterande skivan, och händerna doppade i vatten. I Sverige arbetar man vanligen med en drejskiva som snurrar motsols om man är högerhänt, så att leran stadgas av höger handflata där då mest tryck sker. Vänsterhänta drejare kan välja att arbeta åt motsatt håll.
Med hjälp av fingrarna formas sedan ett hål och väggarna dras upp. Genom tryck inifrån kärlet vidgas det till önskad vidd och kan också slutas till igen. Krukmakaren måste hela tiden arbeta samtidigt både på innersidan och yttersidan av kärlväggen, annars riskerar han att kärlet blir skevt eller går sönder. Det är också viktigt att ha kunskap om hur tunn väggen kan bli innan föremålet inte längre kan bära sig självt och faller samman, speciellt vid stora och vida former. Lerans bärighet beror mycket på dess kemiska sammansättning.
Stora föremål är svårare att dreja i ett stycke, både för att armarna kanske inte alltid räcker ända ned i botten av kärlet, och för att leran inte orkar bära så mycket vikt i det mjuka tillstånd som behövs för formning på drejskivan. Problemet kan lösas genom att man drejar en stor kruka i flera cylindrar, som sammanfogas med slicker, lera uppslammad i vatten, när de torkat så de blir lite stadigare. En annan teknik är att dreja kärlets lägre del först, och sedan allt eftersom fästa strängar av ny lera längs kanten och dreja fast dem.
Det går att tillverka annat än runda föremål på en drejskiva, och det har gjorts i århundraden. Man bearbetar väggarna när skivan står still och kärlet fortfarande är mjukt, drar ut hörn eller trycker ihop kanterna till en kub eller oval. Vill man även ha en oval botten kan man skära ut ett snitt ur botten och pressa ihop den. Man kan också helt skära av en cylinder från dess botten och fästa den på en fyrkantig botten.

## Drejskiva
De äldsta drejskivorna uppfanns kring 3000 f Kr., i det antika Egypten. De var handdrivna och bestod av en tung skiva som sattes i rörelse med handen eller en pinne. Krukmakaren satt på marken framför skivan och arbetade. På många håll i världen arbetar krukmakare fortfarande enligt denna teknik. Senare började en fotdriven modell användas där den lilla skiva där kärlet formas är kopplat via en lodrät stång till en större skiva, som krukmakaren sparkar på. Modellen användes från 1500-talet i Sverige och är fortfarande mycket vanlig över hela världen. Drejskivan kan också drivas av en tjänare eller ett vattenhjul, via kraftöverföring via remmar till drivhjulet. I modern tid är många av drejskivorna elektriska, även om de varierar en smula i utförande från kultur till kultur. 

## Verktyg
Vid drejning används ett flertal olika verktyg för att forma föremålet och ibland också för att underlätta en serietillverkning där samtliga krukor ska ha samma mått. Ett sken, en liten platt och hård bricka av exempelvis trä, metall eller plast, används för att få en jämn yta på väggarna, en svamp för att suga upp överflödigt vatten, en drejnål för att skära rent överkanten vid behov och en skärtråd, en enkel och ibland tvinnad ståltråd mellan två träpinnar, för att skära loss kärlet från drejskivan. För att kontrollera mått används ibland en krumpassare, en passare med böjda skänklar, och mätstickor på en hållare vid sidan om drejskivan.

## Efterbearbetning
Ofta efterbearbetas drejade kärl när de torkat till en läderhård konsistens. De kan då fortfarande bearbetas, detaljer kan fästas och dekor ristas in samtidigt som kärlet inte längre är så mjukt att det kollapsar vid minsta ovarsam hantering. Den del av denna bearbetning som sker på den roterande drejskivan kallas beskickning och går ut på att ta bort överflödig lera. Kärlet ställs upp och ned på drejskivan och med hjälp av olika beskickningsverktyg skrapas lera bort från foten och eventuellt andra områden. Sedan stannas skivan och detaljer som handtag, pipar och annat fästs, eventuell dekor ristas eller stämplas in eller skärs ut och ofta sätter krukmakaren sin stämpel eller ristar sin signatur i botten. Efter detta kan man engobera kärlet om man vill, innan det ställs att torka. Hela efterbearbetningsprocessen kan behöva göras i flera omgångar där kärlet får torka mellan varven, för att det blir för mjukt av att åter bearbetas med vatten. Olika föremål torkas på olika sätt. Föremål med många detaljer i olika tjocklek måste torkas långsamt då lera krymper då den torkar. Hur mycket en lera krymper beror på vilken lera man använt. Det är vanligt att leror krymper 8–10% från blött tillstånd till färdig produkt.

## Nästa steg - bränning och glasering
När kärlet torkat helt, olika storlekar och tjocklek på kärl avgör hur fort de kan brännas. Därefter bränns kärlet i keramikugn, den så kallade skröjbränningen. Nu bränns allt kemiskt bundet vatten ut ur godset och det genomgår en kemisk process som gör att materialet inte längre kan återgå till lera igen. Efter skröjbränningen kan godset glaseras, det vill säga påföras glasyr, ett slammat material bestående av ämnen dels fäster på godset, dels förglasas när kärlet bränns en andra gång. Olika leror bränns till den temperatur där dess styrka är optimal. Temperaturen varierar beroende på vilken typ av lera man använder. Lergodsleror behåller sin porösa struktur även efter bränning vilket gör att den fortfarande kan suga upp fukt. Stengodsleror brända i rätt temperatur sintrar, det vill säga smälter ihop och blir på så sätt oporösa. Med hjälp av glasyren blir även de leror, lergodslerorna, som efter andra bränningen fortfarande inte är helt vattentäta ändå det, genom att glasyren är vattentät. Ofta har också glasyren en dekorativ effekt. Glasyrer består oftast av tre bas ingredienser: Kvarts (glasbildare), Lera (gör att den fäster på krukan) och fluss (ser till att kvartsen smälter vid rätt temperatur) Den kan vara färgad, antingen naturligt eller med hjälp av metalloxider eller s.k. färgkroppar (flera metalloxider som blandats för att ge en viss färg), ge struktur eller hög glans, läggas i lager och flera bredvid varandra.